# Anastasija Golovina
Anastasija Golovina (bolgarsko Анастасия Головина), znana tudi pod imenom Anastasija Nikolau Berladski-Golovina in Atanasja Golovina, bolgarska zdravnica, * 17. oktober 1850, Kišinjev, Ruski imperij, † 5. marec 1933, Varna, Bolgarija.
Anastasija Golovina je bila prva bolgarska zdravnica.

## Življenjepis
Rojena je bila v Kišinjevu. Diplomirala je na Sorboni leta 1878 kjer je zagovarjala doktorsko disertacijo "Histological examination of the walls of the arteries", kar je je vzbudilo občudovanje znanstvenika Jeana Charcota. Bila je prva Bolgarka, ki je diplomirala na univerzi.
Delala je v bolnišnicah in šolah, bila je specialistka za notranje bolezni in tudi psihiatrinja. Sredi sedemdesetih let je imela stike z naprednimi, revolucionarnimi krogi v Bolgariji in Rusiji.